# Спиряков, Иван Фёдорович
Иван Фёдорович Спиряков (02.12.1915 — 12.03.1940) — командир взвода связи дивизиона 17-го гаубичного артиллерийского полка 42-й стрелковой дивизии 7-й армии Северо-Западного фронта, лейтенант. Герой Советского Союза.

## Биография
Родился 2 декабря 1915 года в селе Дорогина Заимка (ныне Черепановский район Новосибирской области) в крестьянской семье. Образование неполное среднее.
В Красной Армии с 1936 года. В 1939 году окончил 2-е Киевское артиллерийское училище. Участник советско-финской войны 1939—1940 годов.
Командир взвода связи дивизиона 17-го гаубичного артиллерийского полка кандидат в члены ВКП(б) лейтенант Иван Спиряков в период с 11 февраля по 12 марта 1940 года на выборгском направлении обеспечивал устойчивую связь со стрелковыми подразделениями. Находясь в боевых порядках наступающих, отважный офицер корректировал огонь артиллерии, нанеся противнику значительный урон.
Лейтенант Спиряков И. Ф. погиб в бою 12 марта 1940 года. Похоронен в братской могиле на острове Варис-Саари.
Указом Президиума Верховного Совета СССР от 11 апреля 1940 года «за образцовое выполнение боевых заданий командования на фронте борьбы с финской белогвардейщиной и проявленные при этом отвагу и геройство» лейтенанту Спирякову Ивану Фёдоровичу посмертно присвоено звание Героя Советского Союза.
Награждён орденом Ленина.
В городе Черепанове Новосибирской области имя Героя носит улица, там же ему установлен памятник.